# Medicinsk filosofi
Medicinsk filosofi er undersøgelsen af filosofiske spørgsmål og problemstillinger, der relaterer sig til medicin og sundhedspleje. Dette område fokuserer på at udforske og forstå de grundlæggende koncepter, værdier, etiske dilemmaer og teoretiske rammer, der er involveret i medicinsk praksis og sundhedssystemet.
Medicinsk filosofi er en gren af fagfilosofien, der inkluderer medicinsk epistemologi, ontologi/metafysik, politisk filosofi og etik. Det vel nok mest kendte område er medicinsk etik, som overlapper med bioetik. Der findes et bredt udvalg af universitetskurser, tidsskrifter, bøger og konferencer dedikeret til medicinsk filosofi.
Medicinsk filosofi bidrager til at udfordre og reflektere over de grundlæggende antagelser og værdier, der ligger til grund for medicinsk praksis og sundhedssystemet. Den spiller også en rolle i at udvikle etiske retningslinjer og politikker inden for medicin og sundhedspleje.

## Indhold
Faget omfatter medicinens videnskabsteori. Medicinsk etik eller bioetik samt teknologivurdering regnes også til medicinsk filosofi. Desuden omfatter faget blandt andet sygeplejens filosofi, gerontologiens, hospiceplejens, psykiatriens samt lægefagets filosofi .

## Særlige områder

### Medicinsk videnskabsteori
Den medicinske videnskabsteori handler om at studere medicinens normer, grundlag og baggrund. Den omfatter således studiet af medicinen som videnskab, og hvad der gør medicin til en særegen videnskab. Vigtige temaer inden for medicinsk videnskabsteori er blandt andet medicinsk epistemologi, ontologi, viden og forskning. Et af de tidligste værker om emnet er Elisha Bartletts Essay on the Philosophy of Medical Science fra 1844.. Vigtige repræsentanter i Danmark er blandt andet Uffe Juul Jensen og Keld Thorgård.

### Medicinsk etik
Medicinsk etik er studiet af de moralske principper, der har gyldighed i den kliniske medicin og i den videnskabelige medicinske teoriudvikling og forskning. Medicinsk etik omfatter dermed de værdier, som medicinske fagfolk som læger og andre kan henvise til i tilfælde af forvirring eller konflikt. Det kan for eksempel være værdier som personligt ansvar, respekt for autonomi, ikke-ondskab, godgørenhed og retfærdighed. Særlige studieemner inden for den medicinske etik er blandt andet surrogatmoderskab, immigranter, doping og det gode liv.. Medicinsk etik er tæt beslægtet med bioetik, der vedrører de etiske problemstillinger som særligt biologi, bioteknologi og biomedicin rejser. Vigtige repræsentanter i Danmark er blandt andet Klemens Kappel, Thomas Søbirk Petersen, Peter Kemp, Mickey Gjerris og Jacob Birkler.

### Medicinsk teknologivurdering
Den medicinske teknologivurdering omfatter studiet af de konsekvenser, som den medicinske teknologi har for samfundet. Medicinsk teknologi omfatter metoder og teknisk udstyr, der bruges til at diagnosticere, behandle, pleje og forebygge sygdomme og sundhedsproblematikker. Teknologivurdering gælder blandt andet konsekvenserne af teknologier som kloning og organtransplantationspraksis. I København findes Statens Institut for Medicinsk Teknologivurdering, der blandt andet har udgivet Metodehåndbog for medicinsk teknologivurdering. Danske repræsentanter er blandt andet Camilla Palmhøj Nielsen og Søren Hørning, der skrev PhD-afhandlingen Etik og medicinsk teknologivurdering ved DPU.

### Sundhedsfilosofi
Medicinsk filosofi er forbundet med sundhedsfilosofi, der mest drejer sig om etiske og politiske problemer der stammer fra sundhedsforskning og -praksis. Herunder studiet af sundhedsbegrebet og folkesundhed samt filosofiske spørgsmål om ulighed i sundhed og adgang til sundhedsydelser. På Syddansk Universitet findes Center for Sundhedsfilosofi og Etik, der både står for forskning, uddannelse og myndighedsbetjening på området. Formålet er at ruste sundhedspersonale til at håndtere filosofiske og etiske problemstillinger. Centret er et samarbejde mellem Det sundhedsvidenskabelige fakultet, Det humanistiske fakultet og Odense Universitetshospital. Samarbejdet skyldes en antagelse om, at etiske dilemmaer i sundhedsarbejde ikke kan besvares ud fra et enkelt fagligt perspektiv.

### Sygeplejens filosofi
Sygeplejens filosofi omfatter filosofiens relation til sygeplejen, herunder sygeplejens grundlag og etiske overvejelser omkring det sygeplejefaglige arbejde. Et særligt vigtigt område har været omsorgens filosofi og etik. I Skandinavien har vigtige repræsentanter blandt andet været norske Kari Martinsen og danske Jacob Birkler. Kari Martinsen er især inspireret af den danske filosof og teolog K.E. Løgstrup, og hun lægger vægt på omsorg frem for den tekniske og instrumentelle tilgang til sygepleje.

### Psykiatriens filosofi
Psykiatriens filosofi er studiet af filosofiske problemstillinger i psykiatrien. Det omfatter blandt andet psykiatriens grundlag, videnskabsteori, sygdomsbegreber og etiske overvejelser i psykiatrien. Ifølge filosoffen Dominic Murphy indeholder psykiatriens filosofi således tre hovedtemaer. Det første tema vedrører undersøgelsen af psykiatrien som en videnskab, der anvender videnskabsfilosofiens værktøjer. Det andet tema omfatter undersøgelsen af de begreber, der anvendes i diskussionen om psykisk sygdom, herunder oplevelsen af psykisk sygdom, og de normative eller etiske spørgsmål, som det medfører. Det tredje tema vedrører forbindelserne mellem sindets filosofi og psykopatologi. Danske repræsentanter er blandt andet Jacob Birkler og Raben Rosenberg.

### Lægefagets filosofi
Lægefagets filosofi omfatter den filosofiske dimension af det moderne lægefag som profession. Det er blandt andet lægernes dannelse og professionsetik men også problemer, der særligt vedrører den moderne lægevidenskab. Danske repræsentanter er Per Vestergaard og Lise Gormsen.

## Beslægtede tilgange
Faget er tæt beslægtet med

### Medicinsk idéhistorie
Medicinens idehistorie er studiet af de medicinske og sundhedsfaglige ideers og begrebers udvikling og deres forankring i sociale og kulturelle sammenhænge. Det kan både omfatte lægevidenskabens, psykiatriens, sygeplejens eller andre sundhedsfags udvikling og idegrundlag eller udviklingen af idéer, begreber, viden og sandheder om sygdom, sundhed, psykiske lidelser, død og krop . . ,

### Medicinsk sociologi
Medicinsk sociologi er den sociologiske analyse af medicinske organisationer og institutioner; produktionen af medicinsk viden og sundhedspersonalets udvælgelse af metoder, og andre sociale og kulturelle aspekter af medicinsk og sundhedsfaglig praksis. Den beslægtede medicinske samfundsfilosofi er studiet af de filosofiske aspekter af samfunds- og kulturforhold i relation til sundhed og sygdom.

### Medicinsk antropologi
Medicinsk antropologi er en gren af antropologi, der fokuserer på forståelsen af sundhed, sygdom og sundhedsplejepraksis inden for forskellige kulturelle og samfundsmæssige kontekster. Dette område kombinerer metoder og teorier fra antropologi med et specifikt fokus på medicinske og sundhedsrelaterede emner..

### Genetisk etik
Dette område fokuserer på de etiske spørgsmål, der opstår i forbindelse med genetisk forskning, genetisk testning og genetisk manipulation. Det udforsker også konceptet om genetisk privatliv og rettigheder i forhold til genetisk information.